# Sean Paul
Sean Paul Ryan Francis Henriques, de nome artístico Sean Paul (Kingston, 9 de Janeiro de 1973), é um rapper e cantor jamaicano de dancehall e reggae. Em 2004, foi atribuído ao seu 2º álbum, Dutty Rock, o Grammy de Melhor Álbum Reggae.

## Carreira

### 1973-1996: Início da vida
Sean Paul nasceu em Kingston, na Jamaica, e passou seus primeiros anos em Upper Saint Andrew Parish, a poucos quilômetros do norte de Kingston. Seus pais são: Frances e Garth, sua mãe é uma pintora de renome. Seu avô paterno era judeu, cuja família emigrou de Portugal, e sua avó paterna era afro-caribenha. Já sua mãe tem origem inglesa, chinesa e jamaicana. Muitos membros da sua família são nadadores. Sean Paul chegou a fazer parte da equipa nacional de pólo aquático entre os 13 e os 21 anos, onde disputou partidas contra a seleção brasileira. Mas depois desistiu do esporte, a fim de lançar sua carreira musical.

### 1996-2004: Stage One e Dutty Rock
Ele fez uma aparição rápida no filme Belly (1998) onde aparecia no palco cantando. Isso tudo graças a uma colaboração bem sucedida com DMX & Mr. Vegas (Top Shotter) que virou a trilha sonora do filme. Em 2000, Sean Paul lançou o seu primeiro álbum, Stage One com VP Records. Em 2002, ele começou a trabalhar intensamente com uma equipe de produtores e coreógrafos de Toronto. Onde trabalhou ao lado de Jae Blaze da Blaze Entertainment e anunciou o lançamento de seu segundo álbum, Dutty Rock. Empurrado pelo sucesso dos singles "Gimme the Light" e "Get Busy", que alcançaram a Billboard Hot 100, o álbum foi um sucesso mundial, vendendo mais de seis milhões de cópias. Ao mesmo tempo, Sean Paul lançou singles como: "Baby Boy" ao lado de Beyoncé, e "Breathe" com Blu Cantrell, ambos alcançando o número um nas listas Americanas. Ambos ajudaram a empurrar ainda mais a sua reputação nos Estados Unidos.

### 2005-2008: The Trinity

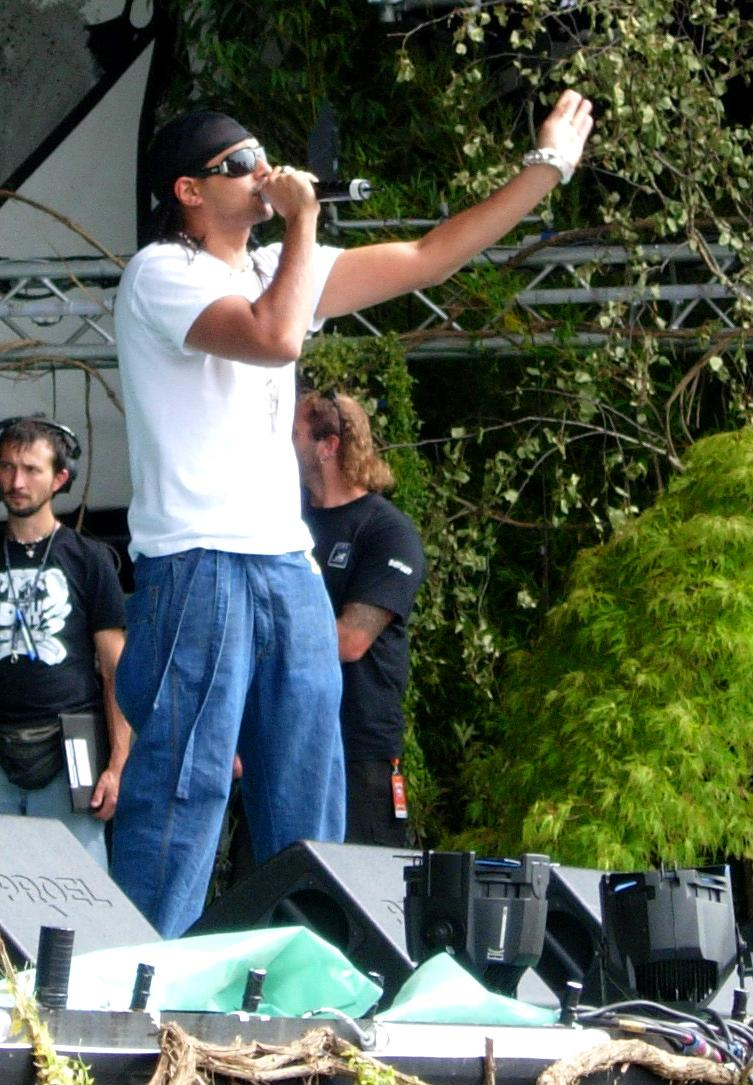
Sean Paul em Setembro de 2005.

O terceiro álbum de Sean Paul, The Trinity foi lançada em 27 de setembro de 2005. O álbum lançous cinco grandes sucessos, "We Be Burnin", "Ever Blazin", "Give It Up To Me", "Never Gonna Be The Same" e "Temperature", que lhe rendeu uma certificado de música digital mais vendida, ultrapassando a incrível marca de 1 milhão de downloads.
O vídeo de "(When You Gonna) Give It Up to Me" (com participação de Keyshia Cole) também foi destaque no filme "Step Up" em 2006. 
Ele foi indicado para quatro prêmios no Billboard Music Awards 2006, incluindo o artista masculino do ano, artista de rap do ano, o Hot 100 single do ano, e pop single do ano por seu sucesso "Temperature". Ele também ganhou o American Music Award com a música "(When You Gonna) Give It Up To Me" batendo Kanye West e Nick Lachey, que também foram indicados para o prêmio. 
Sua canção "Send It On" do álbum "The Trinity" apresentado em 2005 no anúncio Vauxhall Corsa. Sean Paul contribuiu com muitos artistas, produzindo vários singles de sucesso, como "Can you do the Work" com Cecille, "Cry Baby Cry" com Carlos Santana, Come Over ao lado de Estelle e "Break it Off" junto a Rihanna. Em março de 2007, ele retornou à Jamaica para realizar a abertura da Copa do Mundo de Críquete. 
Sean Paul aparece no jogo Def Jam Vendetta como parte da tripulação de Snoop Dogg e novamente na sequência do jogo, Def Jam: Fight for NY.

### A história por trás de Never Gonna Be The Same
Essa música é muito importante para Sean Paul, porque ela fala sobre todos os parentes e amigos que faleceram, entre eles: Daddigon, Boggle, Peter Cargill, Simplory, Shorty Malcolm, Nicole Winter, e, claro, seu pai. 
"Ele era um amigo meu. Ele era um dos DJ's da Cup Dutty Crew. Ele foi baleado em Kingston no ano passado, e isso realmente me tocou, porque estávamos vivendo muitas coisas novas. É por isso que eu quis dedicar o primeiro verso dessa canção a ele ... O segundo verso é uma homenagem a todos os meus outros amigos e familiares que morreram. E no terceiro verso, tentei citar as pessoas que fizeram falta em minha vida. Um deles era Pedro Cargill e Stephen "Shorty" Malcolm, que faziam parte da equipe da Jamaica Reggae Boyz ( equipe de pólo aquático) que jogou a Copa do Mundo na França em 98 e morreu em um acidente de carro. Há também o DJ simplory que morreu de um ataque cardíaco em 2004 e Bogle era um dançarino popular na Jamaica ... Na verdade Never Gonna Be The Same fala sobre todas as pessoas que desapareceram em torno de mim. É para dizer que "sem eles, nada será como antes. É uma canção muito triste e comovente ..." trecho da entrevista "R.A.P RnB" em Julho de 2006.

### 2009-2011: Imperial Blaze
O mais recente álbum de Sean Paul, intitulado como "Imperial Blaze" foi lançado em 18 de agosto de 2009. O primeiro single, "So Fine", que foi produzido por Stephen "Di Gênio" McGregor, e estreou no site oficial de Sean Paul em 26 de abril de 2009. (www.allseanpaul.com/)  
O novo álbum é composto por 21 faixas, incluindo "So Fine", "Press It Up", "She Want Me", "Private Party", com batidas dançantes e também canções de amor como "Hold My Hand" (feat Keri Hilson), "Lately", "Now That I've Got Your Love", entre outros. Os produtores do álbum incluem Don Corleone, Jeremy Harding, e 'Jigzagula o irmão de Sean Paul.  
Ele aparece em um vídeo de Shaggy, intitulado "Save a Life", que também inclui participações de Elephant Man e Da'Ville, entre outros. Em um esforço para arrecadar dinheiro para um hospital infantil. Em uma entrevista em 2009 ele diz que está planejando lançar um novo álbum em 2011. 
Sean Paul se destacou ao lado de "Jay Sean" e Lil Jon com o single "Do You Remember" outro sucesso foi o remix de "Hold My Hand" ao lado de Zaho, além do remake do grupo 2 Unlimited ao lado de Bob Sinclar intitulado "Tik Tok". Em 2012, ele fez dois concertos nos dias 7 e 8 de Dezembro em Maputo, Moçambique.

## Discografia

### Álbuns de estúdio
| Título                                                                                        | Detalhe do álbum                                                                                              | Posições em paradas músicais | Posições em paradas músicais | Posições em paradas músicais | Posições em paradas músicais | Posições em paradas músicais | Posições em paradas músicais | Posições em paradas músicais | Posições em paradas músicais | Posições em paradas músicais | Posições em paradas músicais | Certificações |
| Título                                                                                        | Detalhe do álbum                                                                                              | AUS                          | AUT                          | BEL                          | FRA                          | ALE                          | HOL                          | SUE                          | SUI                          | UK                           | EUA                          | Certificações |
| --------------------------------------------------------------------------------------------- | --- | ---------------------------- | ---------------------------- | ---------------------------- | ---------------------------- | ---------------------------- | ---------------------------- | ---------------------------- | ---------------------------- | ---------------------------- | ---------------------------- | --- |
| Dutty Rock                                                                                    | - Lançamento: 12 de novembro de 2002 - Gravadora: VP, Atlantic - Formatos: CD, LP, cassette, digital download | 22                           | 5                            | 10                           | 20                           | 10                           | 7                            | 5                            | 11                           | 2                            | 9                            | - ARIA: Ouro - BPI: 2× Platina - BVMI: Platina - IFPI SWI: Platina - MC: 3× Platina - RIAA: 2× Platina - SNEP: Ouro |
| The Trinity                                                                                   | - Lançamento: 27 de setembro de 2005 - Gravadora: Atlantic - Formatos: CD, LP, cassette, digital download     | —                            | 6                            | 4                            | 5                            | 9                            | 13                           | 40                           | 4                            | 11                           | 7                            | - ARIA: Platina - BPI: Ouro - BVMI: Ouro - IFPI SWI: Ouro - MC: Platina - RIAA: Platina - SNEP: 2× Platina          |
| Imperial Blaze                                                                                | - Lançamento: 18 de agosto de 2009 - Gravadora: Atlantic - Formatos: CD, digital download                     | —                            | 17                           | 31                           | 8                            | 17                           | 36                           | —                            | 4                            | 38                           | 12                           | |
| Tomahawk Technique                                                                            | - Lançamento: 24 de janeiro de 2012 - Gravadora: Atlantic - Formatos: CD, digital download                    | —                            | 7                            | 51                           | 5                            | 6                            | 39                           | —                            | 3                            | 30                           | —                            | - IFPI SWI: Ouro - SNEP: Ouro                                                                                       |
| Full Frequency                                                                                | - Lançamento: 14 de fevereiro de 2014 - Gravadora: Atlantic - Formatos: CD, digital download                  | —                            | 36                           | 127                          | 63                           | 22                           | —                            | —                            | 7                            | —                            | —                            | |
| "—" indica que a gravação não foi incluída nas paradas ou não foi distribuída naquela região. | |                              |                              |                              |                              |                              |                              |                              |                              |                              |                              | |

### Extended plays
| Título                | Detalhe do álbum                                                                   |
| --------------------- | ---------------------------------------------------------------------------------- |
| Mad Love: The Prequel | - Lançamento: 29 de junho de 2018 - Gravadora: Island - Formatos: Digital download |

## Singles

### Como artista principal
| Título                                                                                        | Ano  | Posições em paradas músicais | Posições em paradas músicais | Posições em paradas músicais | Posições em paradas músicais | Posições em paradas músicais | Posições em paradas músicais | Posições em paradas músicais | Posições em paradas músicais | Posições em paradas músicais | Posições em paradas músicais | Certificações                                                                        | Álbum                 |
| Título                                                                                        | Ano  | AUS                          | AUT                          | BEL                          | FRA                          | ALE                          | HOL                          | SUE                          | SUI                          | UK                           | EUA                          | Certificações                                                                        | Álbum                 |
| --------------------------------------------------------------------------------------------- | ---- | ---------------------------- | ---------------------------- | ---------------------------- | ---------------------------- | ---------------------------- | ---------------------------- | ---------------------------- | ---------------------------- | ---------------------------- | ---------------------------- | ------------------------------------------------------------------------------------ | --------------------- |
| "Gimme the Light"                                                                             | 2002 | —                            | —                            | —                            | 43                           | 35                           | 16                           | 34                           | 19                           | 5                            | 7                            | - MC: Ouro                                                                           | Dutty Rock            |
| "Get Busy"                                                                                    | 2003 | 4                            | 4                            | 3                            | 8                            | 3                            | 1                            | 4                            | 2                            | 4                            | 1                            | - ARIA: Ouro - BPI: Ouro - BVMI: Ouro - IFPI SWI: Ouro - RIAA: Platina - SNEP: Prata | Dutty Rock            |
| "Like Glue"                                                                                   | 2003 | 20                           | 17                           | 21                           | 31                           | 20                           | 17                           | 13                           | 6                            | 3                            | 13                           | - BPI: Prata - MC: Ouro                                                              | Dutty Rock            |
| "I'm Still In Love With You" (featuring Sasha)                                                | 2004 | 20                           | 11                           | 42                           | 31                           | 19                           | 35                           | 38                           | 10                           | 6                            | 14                           |                                                                                      | Dutty Rock            |
| "We Be Burnin'"                                                                               | 2005 | 34                           | 10                           | 9                            | 78                           | 5                            | 6                            | 14                           | 6                            | 2                            | 6                            | - BPI: Prata - BVMI: Ouro - MC: Ouro - RIAA: Platina                                 | The Trinity           |
| "Ever Blazin'"                                                                                | 2005 | —                            | 25                           | 30                           | 8                            | 20                           | 22                           | 17                           | 11                           | 12                           | —                            |                                                                                      | The Trinity           |
| "Temperature"                                                                                 | 2006 | 5                            | 19                           | 8                            | 4                            | 14                           | 3                            | 24                           | 10                           | 11                           | 1                            | - ARIA: Ouro - BPI: Ouro - RIAA: 3× Platina                                          | The Trinity           |
| "Never Gonna Be the Same"                                                                     | 2006 | —                            | —                            | 2                            | 10                           | —                            | —                            | —                            | 37                           | 22                           | —                            |                                                                                      | The Trinity           |
| "(When You Gonna) Give It Up to Me" (featuring Keyshia Cole)                                  | 2006 | 17                           | 30                           | 22                           | 25                           | 26                           | 50                           | —                            | 5                            | 31                           | 3                            | - RIAA: Ouro                                                                         | The Trinity           |
| "So Fine"                                                                                     | 2009 | —                            | 56                           | 19                           | 17                           | 39                           | —                            | 36                           | 38                           | 25                           | 50                           |                                                                                      | Imperial Blaze        |
| "Press It Up"                                                                                 | 2009 | —                            | —                            | 18                           | 40                           | —                            | —                            | —                            | —                            | —                            | —                            |                                                                                      | Imperial Blaze        |
| "Hold My Hand" (featuring Keri Hilson)                                                        | 2009 | —                            | —                            | —                            | —                            | 60                           | —                            | —                            | 37                           | —                            | —                            |                                                                                      | Imperial Blaze        |
| "Got 2 Luv U" (featuring Alexis Jordan)                                                       | 2011 | 26                           | 7                            | 13                           | 4                            | 3                            | 9                            | —                            | 1                            | 11                           | 84                           | - ARIA: Platina - BPI: Prata - BVMI: Platina - IFPI SWI: Platina                     | Tomahawk Technique    |
| "She Doesn't Mind"                                                                            | 2011 | 46                           | 1                            | 5                            | 3                            | 2                            | 31                           | 22                           | 1                            | 2                            | 78                           | - BPI: Ouro - BVMI: 3× Ouro - IFPI SWI: 2× Platina                                   | Tomahawk Technique    |
| "Hold On"                                                                                     | 2012 | —                            | —                            | —                            | 35                           | —                            | —                            | —                            | —                            | 86                           | —                            |                                                                                      | Tomahawk Technique    |
| "Touch the Sky" (featuring DJ Ammo)                                                           | 2012 | —                            | 44                           | 25                           | 139                          | 31                           | —                            | —                            | —                            | —                            | —                            |                                                                                      | Tomahawk Technique    |
| "How Deep Is Your Love" (featuring Kelly Rowland)                                             | 2012 | —                            | 68                           | —                            | —                            | —                            | —                            | —                            | 72                           | —                            | —                            |                                                                                      | Tomahawk Technique    |
| "Other Side of Love"                                                                          | 2013 | —                            | 11                           | 33                           | 82                           | 3                            | —                            | —                            | 4                            | 7                            | —                            |                                                                                      | Full Frequency        |
| "Turn It Up"                                                                                  | 2013 | —                            | 33                           | 89                           | —                            | 21                           | —                            | —                            | 31                           | 35                           | —                            |                                                                                      | Full Frequency        |
| "Want Dem All" (featuring Konshens)                                                           | 2013 | —                            | 73                           | —                            | —                            | 70                           | —                            | —                            | —                            | —                            | —                            |                                                                                      | Full Frequency        |
| "Hey Baby"                                                                                    | 2014 | —                            | 38                           | —                            | —                            | 47                           | —                            | —                            | 36                           | —                            | —                            |                                                                                      | Full Frequency        |
| "No Lie" (featuring Dua Lipa)                                                                 | 2016 | —                            | 13                           | 44                           | 27                           | 10                           | 14                           | —                            | 32                           | 10                           | —                            | - BPI: Platina - BVMI: Platina - SNEP: Platina                                       | Mad Love: The Prequel |
| "Body" (featuring Migos)                                                                      | 2017 | —                            | —                            | —                            | —                            | —                            | —                            | —                            | —                            | 76                           | —                            |                                                                                      | Mad Love: The Prequel |
| "—" indica que a gravação não foi incluída nas paradas ou não foi distribuída naquela região. |      |                              |                              |                              |                              |                              |                              |                              |                              |                              |                              |                                                                                      |                       |

### Como artista convidado
| Título                                                                                        | Ano  | Posições em paradas músicais | Posições em paradas músicais | Posições em paradas músicais | Posições em paradas músicais | Posições em paradas músicais | Posições em paradas músicais | Posições em paradas músicais | Posições em paradas músicais | Posições em paradas músicais | Posições em paradas músicais | Certificações | Álbum                    |
| Título                                                                                        | Ano  | AUS                          | AUT                          | BEL                          | FRA                          | ALE                          | HOL                          | SUE                          | SUI                          | UK                           | EUA                          | Certificações | Álbum                    |
| --------------------------------------------------------------------------------------------- | ---- | ---------------------------- | ---------------------------- | ---------------------------- | ---------------------------- | ---------------------------- | ---------------------------- | ---------------------------- | ---------------------------- | ---------------------------- | ---------------------------- | --- | ------------------------ |
| "Make It Clap" (Busta Rhymes featuring Sean Paul and Spliff Star)                             | 2003 | —                            | —                            | 9                            | 45                           | 50                           | 15                           | —                            | —                            | 16                           | 47                           | | It Ain't Safe No More... |
| "Baby Boy" (Beyoncé featuring Sean Paul)                                                      | 2003 | 3                            | 18                           | 11                           | 8                            | 4                            | 11                           | 5                            | 5                            | 2                            | 1                            | - ARIA: Platina - BPI: Prata - RIAA: Ouro                                                                                     | Dangerously in Love      |
| "Cry Baby Cry" (Santana featuring Sean Paul and Joss Stone)                                   | 2005 | —                            | —                            | —                            | 142                          | 47                           | 63                           | —                            | 29                           | 71                           | —                            | | All That I Am            |
| "Push It Baby" (Pretty Ricky featuring Sean Paul)                                             | 2007 | —                            | —                            | —                            | —                            | 67                           | —                            | —                            | —                            | —                            | —                            | | Late Night Special       |
| "Come Over" (Estelle featuring Sean Paul)                                                     | 2008 | —                            | 55                           | —                            | —                            | 62                           | —                            | —                            | —                            | —                            | —                            | | Shine                    |
| "Do You Remember" (Jay Sean featuring Sean Paul and Lil Jon)                                  | 2009 | 7                            | —                            | 22                           | 13                           | —                            | —                            | —                            | —                            | 13                           | 10                           | - ARIA: Platina - BPI: Prata - RIAA: Platina                                                                                  | All or Nothing           |
| "Tik Tok" (Bob Sinclar featuring Sean Paul)                                                   | 2010 | —                            | 36                           | 18                           | —                            | 37                           | 50                           | —                            | —                            | —                            | —                            | | Disco Crash              |
| "Summer Paradise" (Simple Plan featuring Sean Paul)                                           | 2012 | 4                            | 7                            | 24                           | 21                           | 9                            | 22                           | 4                            | 11                           | 12                           | —                            | - ARIA: 2× Platina - BVMI: Ouro - MC: 2× Platina - IFPI SWI: Ouro                                                             | Get Your Heart On!       |
| "She Makes Me Go" (Arash featuring Sean Paul)                                                 | 2012 | —                            | 8                            | 3                            | 16                           | 5                            | —                            | 55                           | 13                           | —                            | —                            | - BVMI: Ouro - IFPI SWI: Ouro                                                                                                 | Superman                 |
| "What About Us" (The Saturdays featuring Sean Paul)                                           | 2012 | —                            | 57                           | 55                           | —                            | 44                           | —                            | —                            | —                            | 1                            | —                            | - BPI: Ouro | Living for the Weekend   |
| "Come On To Me" (Major Lazer featuring Sean Paul)                                             | 2014 | —                            | —                            | 10                           | 21                           | —                            | 60                           | —                            | —                            | —                            | —                            | | Apocalypse Soon          |
| "Bailando" (Enrique Iglesias featuring Sean Paul, Gente de Zona and Descemer Bueno)           | 2014 | —                            | —                            | 6                            | —                            | —                            | 3                            | 47                           | —                            | 75                           | 12                           | - BPI: Prata - BVMI: Ouro - IFPI SWI: Ouro - MC: Platina - RIAA: Platina                                                      | Sex and Love             |
| "Cheap Thrills" (Sia featuring Sean Paul)                                                     | 2016 | —                            | —                            | 3                            | 54                           | 1                            | —                            | 1                            | —                            | 2                            | 1                            | - ARIA: 4× Platina - BPI: 2× Platina - BVMI: Diamante - MC: 7× Platina - RIAA: 4× Platina - RMNZ: 2× Platina                  | This Is Acting           |
| "Hair" (Little Mix featuring Sean Paul)                                                       | 2016 | —                            | —                            | 14                           | —                            | —                            | —                            | —                            | —                            | 11                           | —                            | - ARIA: 2× Platina - BPI: Platina                                                                                             | Get Weird                |
| "Rockabye" (Clean Bandit featuring Sean Paul and Anne-Marie)                                  | 2016 | 1                            | 1                            | 2                            | 4                            | 1                            | 1                            | 1                            | 1                            | 1                            | 9                            | - ARIA: 4× Platina - BPI: 2× Platina - BVMI: 3× Ouro - IFPI SWI: 2× Platina - MC: 6× Platina - RIAA: Platina - SNEP: Diamante | What Is Love?            |
| "—" indica que a gravação não foi incluída nas paradas ou não foi distribuída naquela região. |      |                              |                              |                              |                              |                              |                              |                              |                              |                              |                              | |                          |

## Prêmios e Indicações
- American Music Awards

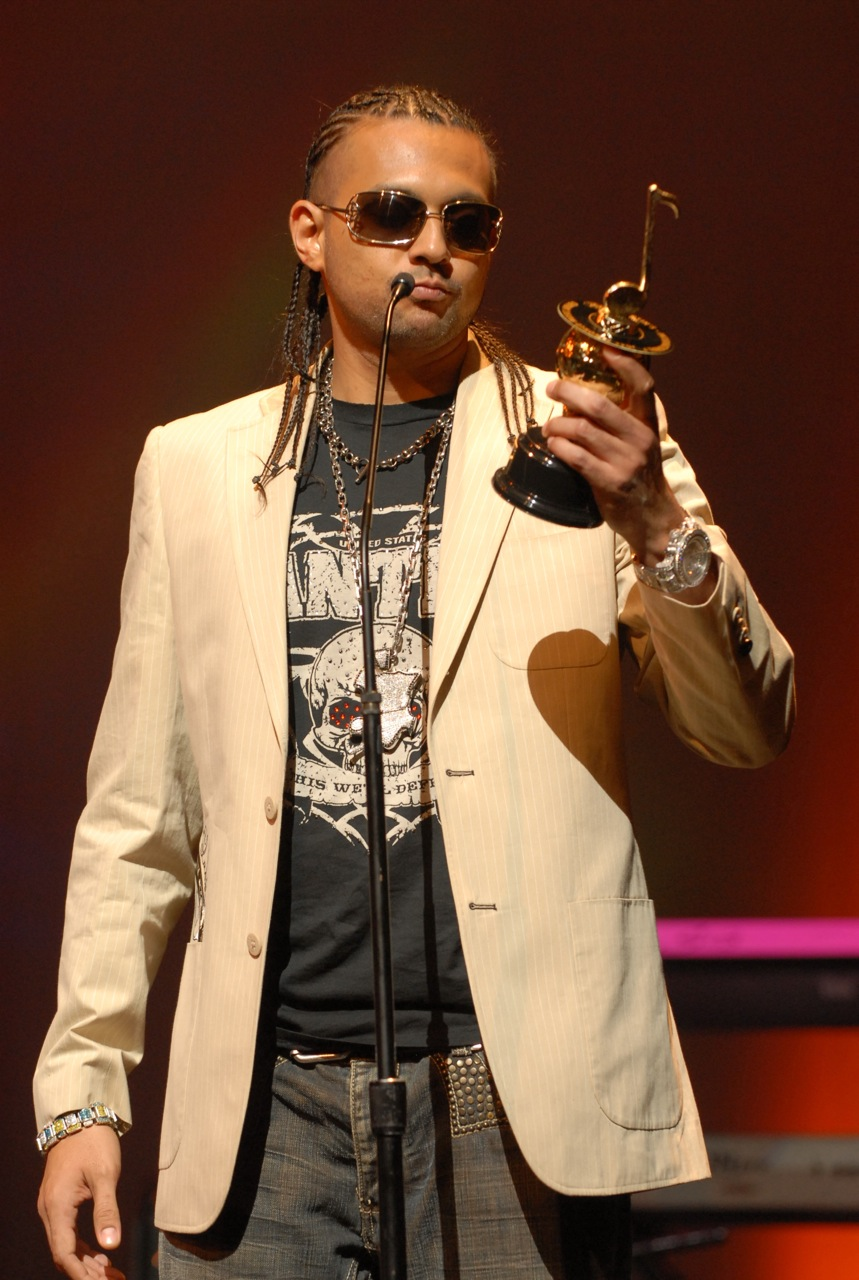
World Music Awards in May 2007.

  - 2006, Favorite Pop/Rock Male Artist (Vencedor)
  - 2003, Favorite Hip-Hop/Rap Male Artist (Indicado)
  - 2003, Favorite Hip-Hop/Rap Album Dutty Rock (Indicado)

- BET Awards
  - 2003, Best New Artist (Indicado)

- MTV Romania Music Awards
  - 2007, Best International Artist (Vencedor)

- Grammy Awards
  - 2010, Best Reggae Album: Imperial Blaze (Indicado)
  - 2006, Best Reggae Album: The Trinity (Indicado)
  - 2004, Best New Artist: (Indicado)
  - 2004, Best Reggae Album: Dutty Rock (Vencedor)
  - 2004, Best Male Rap Solo Performance: "Get Busy" (Indicado)

- MOBO Awards
  - 2009, Best Reggae Act (Vencedor)
  - 2006, Best Reggae Act (Vencedor)
  - 2005, Best Reggae Act (Indicado)

- MTV Video Music Awards
  - 2006, Best Dance Video "Temperature" (Indicado)
  - 2003, Best Dance Video "Get Busy" (Indicado)
  - 2003, Best New Artist "Get Busy" (Indicado)

- Soul Train Awards
  - 2009, Best Reggae Artist (Vencedor)
  - 2007, Best Dance Cut "When You Gonna (Give It Up to Me)" (Indicado)